# Monorail système Lartigue
Le monorail système Lartigue a été développé par l'ingénieur français Charles Lartigue (1834–1907). Il a développé un système de monorail à cheval dessiné par Henry Robinson Palmer autour de 1821.

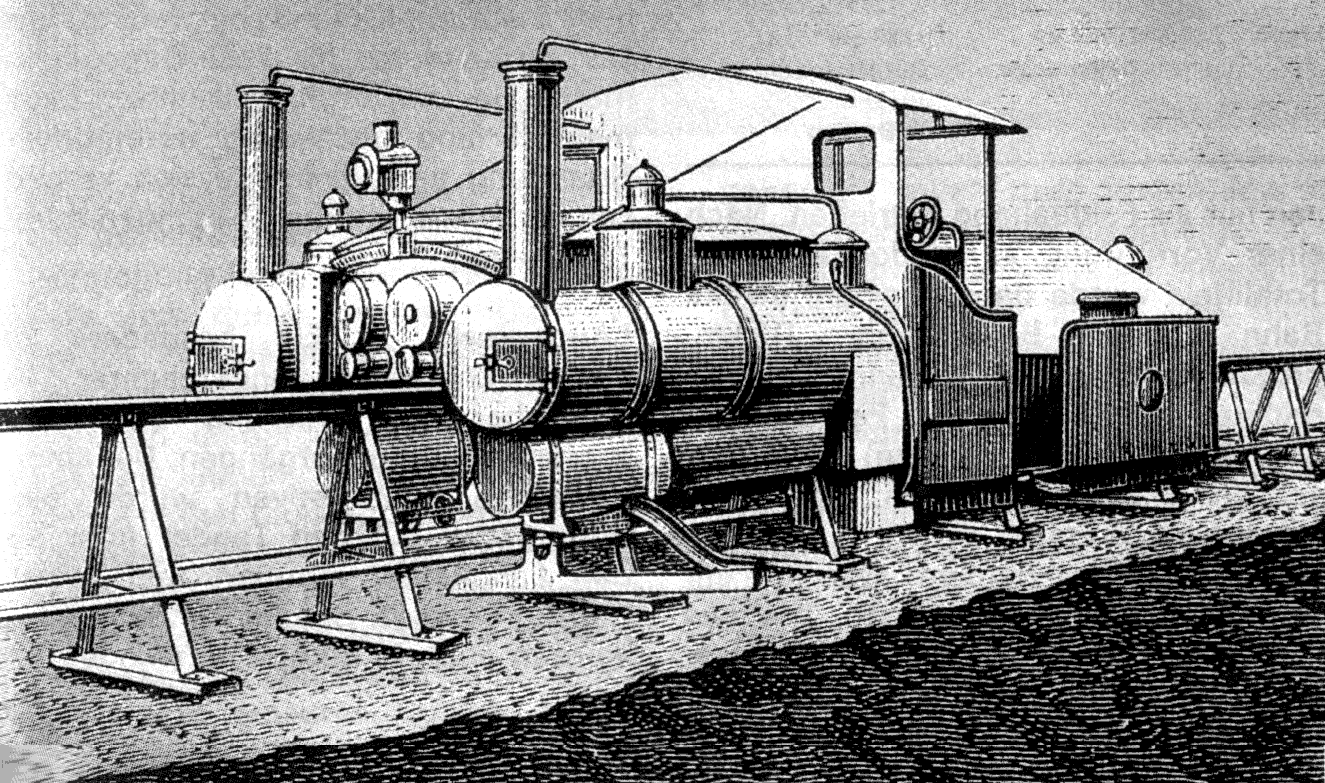
Dessin d'une locomotive système Lartigue

## Concept et prémices
L'exemple le plus connu du système monorail Lartigue est celui construit entre Listowel et Ballybunion en Irlande.

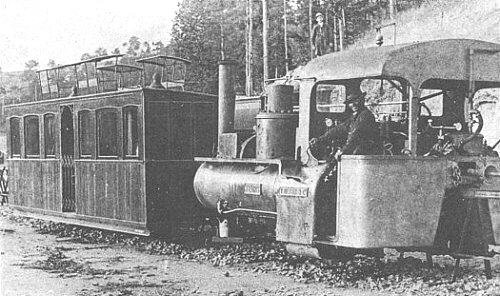
Une locomotive et une voiture passagers du chemin de fer de Feurs à Panissières, France

Une autre ligne, de 17 km de long, a été construite en 1895 entre Feurs et Panissières, dans le département de la Loire.
Charles Lartigue avait vu des dromadaires en Algérie transportant des charges lourdes équilibrées dans des sacoches au-dessus de leur bosse. Cela lui a inspiré le dessin d'un nouveau type de transport par fer : Au lieu des deux rails parallèles conventionnels au sol, il propose un seul rail à hauteur de taille posé sur des tréteaux en forme de A, appuyés sur le sable. 
Les wagonnets roulaient à cheval en équilibre au-dessus des tréteaux comme des sacoches.
En 1881, Charles Lartigue a construit une ligne monorail de 90 km pour le transport de l'alfa au travers du désert algérien, avec des mules tirant les trains de sacoches qui chevauchaient le rail surélevé.
Le système de Lartigue n'était pas vraiment un monorail, puisqu'il fallait ajouter deux rails de guidage, un de chaque côté, aux pieds des cadres en forme de A. Ceux-ci ne sont pas porteurs mais permettent l'appui des roues stabilisantes non motrices et montées sur tous véhicules pour les empêcher de surbalancer.

## Les contraintes du monorail Lartigue

### Le chargement du convoi
Les charges devaient être équilibrées : Si un agriculteur souhaitait envoyer une vache au marché, il lui fallait aussi envoyer deux veaux pour équilibrer la vache, à charger sur les côtés opposés d'un même wagon.
Il en est de même pour les passagers.

### L'accès en gare aux voitures par les voyageurs
Afin de résoudre le problème de franchissement en gare du rail central surélevé, une sorte de passerelle en double escalier le franchissant, existait à l'extrémité de certaines des voitures de passagers afin de permettre la circulation et la répartition des voyageurs des deux côtés du train. 

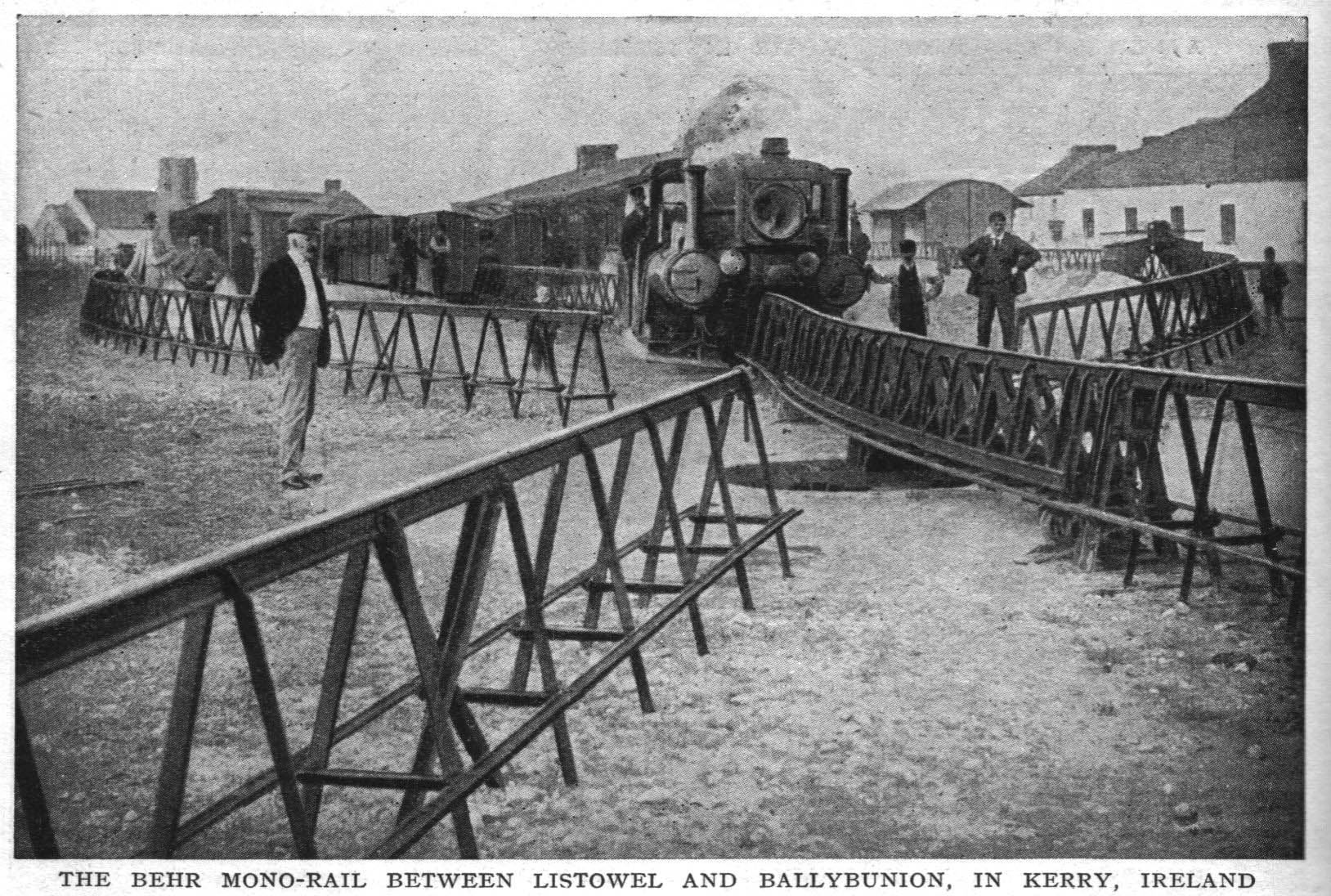
Aiguillages sur le chemin de fer de Listowel à Ballybunion

Une fois installés, les passagers ne pouvaient plus changer de côté. De même, en gare, sans train à quai, le rail était difficilement franchissable. 
Pour les trains de marchandises, au moins une de ces passerelles était acheminée dans un wagon séparé.

### L'obstacle élevé
Le rail surélevé constitue une barrière quasi continue et son franchissement est problématique

### Les passages à niveau
Un autre problème lié à l’utilisation du système Lartigue dans les zones peuplées est qu’en raison de la conception de la voie, il n’a pas été possible de construire des passages à niveau. 
Pour qu'une route traverse la voie ferrée, il a fallu construire une sorte de pont-levant nécessitant l'intervention d'un garde barrière pour l'actionner. Là où les chemins des agriculteurs traversaient la ligne au même niveau, un principe d'une plaque pivotante libérait le passage. Celles-ci étaient fermées à clé on en confiait un exemplaire au propriétaire fermier. Une fois déverrouillée, la voie pouvait être pivotée.
Les passages à niveau à plaque pivotante et à pont-levants étaient automatiquement liés à des signaux, qui stoppaient tout train en approche si engagés.
Le trafic routier a toujours été privilégié dans le cadre de ce système. 

### Les aiguillages
Les aiguillages de chemin de fer conventionnels ne pouvaient pas être utilisés. Des sections de voie incurvées posées sur des plaques mobiles pivotantes remplissaient cette fonction. Tournées dans un sens, elles assuraient la continuité de la voie principale. Tournées d'un demi tour, elles permettaient la connexion à une voie secondaire. 
Ces appareils de voie ne sont pas des plaques tournantes, car ils ne peuvent pas être déplacés lorsque le matériel roulant est dessus et ne permettent donc pas le retournement des locomotives.

## Chemin de fer de Listowel à Ballybunion

### La ligne

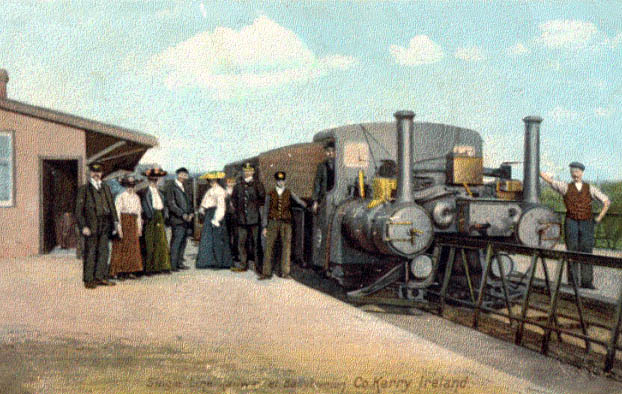
Ballybunion

C'était une ligne monorail de 14,4 km construite sur la base du système Lartigue dans le comté de Kerry en Irlande. 
Elle a été ouverte le 29 février 1888.  et reliait Listowel à Ballybunion.
Les rails ont été préfabriqués et facilement érigés. Le coût n'a été que de 30 000 £, vraiment moins élevé que celui d'un chemin de fer conventionnel. Cependant, le système présentait des inconvénients importants en termes d’exploitation, comme vu au chapitre précédent.
La ligne a fermé en 1924 après que la voie a été endommagée pendant la guerre civile irlandaise et tout a été démonté à part quelques sections de rail.

### Le matériel
Les locomotives étaient de type 030 (mais avec une seule roue par essieu), construites par la compagnie Hunslet Engine. Elles sont constituées de deux chaudières symétriques avec deux foyers, chacun devant être alimenté par un chauffeur. Le double tender était aussi pourvu de roues motrices qui permettait une adhérence supplémentaire pour gravir les rampes.  L'énergie était transmise par des cylindres installés sur le longeron central. Deux petites cheminées sont installées sur chaque tender pour évacuer la vapeur sortant de ces cylindres. 
Un engin plus petit appelé le « coffee pot », a été utilisé lors de la construction de la ligne, il avait préalablement servi sur la ligne de démonstration de Tothill Fields à Londres. On le voit sur les photos d'avant 1888.

### Accidents
Le 29 septembre 1889, un train de voyageurs de sept voitures déraille près du pont de Galey, probablement à la suite d'un sabotage de la ligne.
Plusieurs boulons avaient été retirés de la voie et jetés au loin. Heureusement, personne ne fut blessé.
Le 28 novembre 1907, un train en double traction, après une journée de forte affluence, heurte des traverses en appui sur les tréteaux de la voie et déraille, heureusement sans passagers.

### Restauration

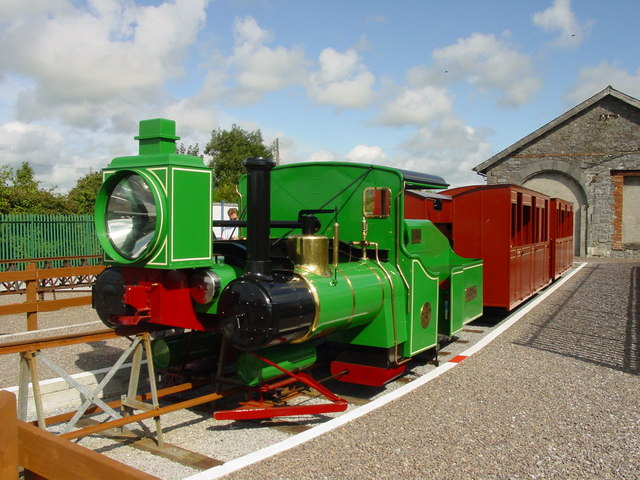
La nouvelle locomotive système Lartigue à Listowel

En 2003, l'association pour la restauration du monorail de Lartigue, une organisation bénévole de Listowel, a ouvert un tronçon de monorail système Lartigue de 1 km de long sur la plate forme de l'ancienne ligne du Nord Kerry à Listowel. Une locomotive diesel reconstruite pour ressembler aux locomotives à vapeur 0-3-0 de l'époque assure les trains. 
La locomotive ainsi que les répliques des voitures voyageurs ont été construites par Alan Keef Ltd..

## Chemin de fer de Feurs à Panissières
Une ligne de 17 km de long, a été construite en 1895 entre Feurs et Panissières, dans le département de la Loire.
Elle n'a jamais été mise en service malgré plus de quatre ans de mise au point.

## Chemin de fer d'Epson Salt
Au nord du désert de Mojave en Californie, le monorail des sels d’Epsom a été construit en 1924. Il parcourait une distance de 45 km, connecté au chemin de fer de Trona à Trona, vers l'est pour récolter des gisements d'epsomite dans les montagnes d'Owlshead. 
Cette ligne de chemin de fer monorail, qui ne transportait pas de passagers, atteignait des pentes de plus de dix pour cent. Il n'a fonctionné que jusqu'en juin 1926, lorsque les gisements miniers n'ont plus été rentables et il a été démantelé à la fin des années 1930.